# Tourisme-réalité
 (février 2021).
Le tourisme-réalité désigne une forme de tourisme dont le but est d'éprouver des réalités pénibles.
Le terme français semble être dérivé de l'anglais reality tourism, lui-même calqué sur reality show[réf. souhaitée].

## Exemples
Les exemples les plus classiques "labellisés" tourisme-réalité sont les visites de quelques heures de favela à Rio de Janeiro, de camps de réfugiés à Gaza, de maisons closes à Bangkok, de slum à Bombay ou du site de la centrale nucléaire à Tchernobyl. Des formules circuits ou séjour existent. L'association de défense de droits de l'homme américaine Global Exchange propose par exemple des Reality tours dans des pays comme l'Afghanistan, le Venezuela ou le Vietnam. Ils revêtent alors un caractère militant. Parfois aussi, ce tourisme se cache derrière un tourisme humanitaire: on va voir et aider les pauvres... Au plus grand bien des agences de voyages organisant ces voyages à des prix exorbitant.

## Débat sur l'éthique
Les principaux griefs portent sur le voyeurisme de cette forme de tourisme. Cette forme passive l'oppose par exemple au tourisme solidaire.